# Gustav von Lensky
Gustav von Lensky (również Gustav von Lenski, ur. 1824 w Berlinie, zm. 19 marca 1848 tamże) – dowódca barykady ulicznej podczas Rewolucji Marcowej 1848 w Berlinie, referendarz królewski, żołnierz rezerwy, oficer piechoty w stopniu porucznika.

## Życiorys
Był Polakiem. Przyznawał się do komunizmu. Mieszkał w Berlinie przy Mittelstraße 38.
Dowodził barykadą uliczną podczas walk w rewolucji marcowej w 1848 r. w Berlinie w dniach 18–19 marca. Barykada była umiejscowiona na Friedrichstraße na rogu z Kronenstraße.  Wsławił się wyjątkowym męstwem. Walczył w dalszym ciągu, pomimo trzykrotnego postrzelenia. Poległ w walce .
Został pochowany na Cmentarzu Ofiar Rewolucji Marcowej w Berlinie (niem. Friedhof der Märzgefallenen). Nagrobek został dedykowany od przyjaciół. Jest to prawdopodobnie jedyny zachowany kamienny nagrobek spośród wszystkich grobów ofiar Rewolucji Marcowej, przez co wyróżnia się na formą spośród innych. Pierwotnie grób był w innym miejscu cmentarza.
14 marca 1998 roku, w 150-lecie Rewolucji Marcowej 1848, w miejscu walki i śmierci przy Friedrichstraße 62 odsłonięto tablicę upamiętniającą Gustava von Lenskiego. Jest to jedna z serii 12 podobnych tablic poświęconym Rewolucji Marcowej 1848.

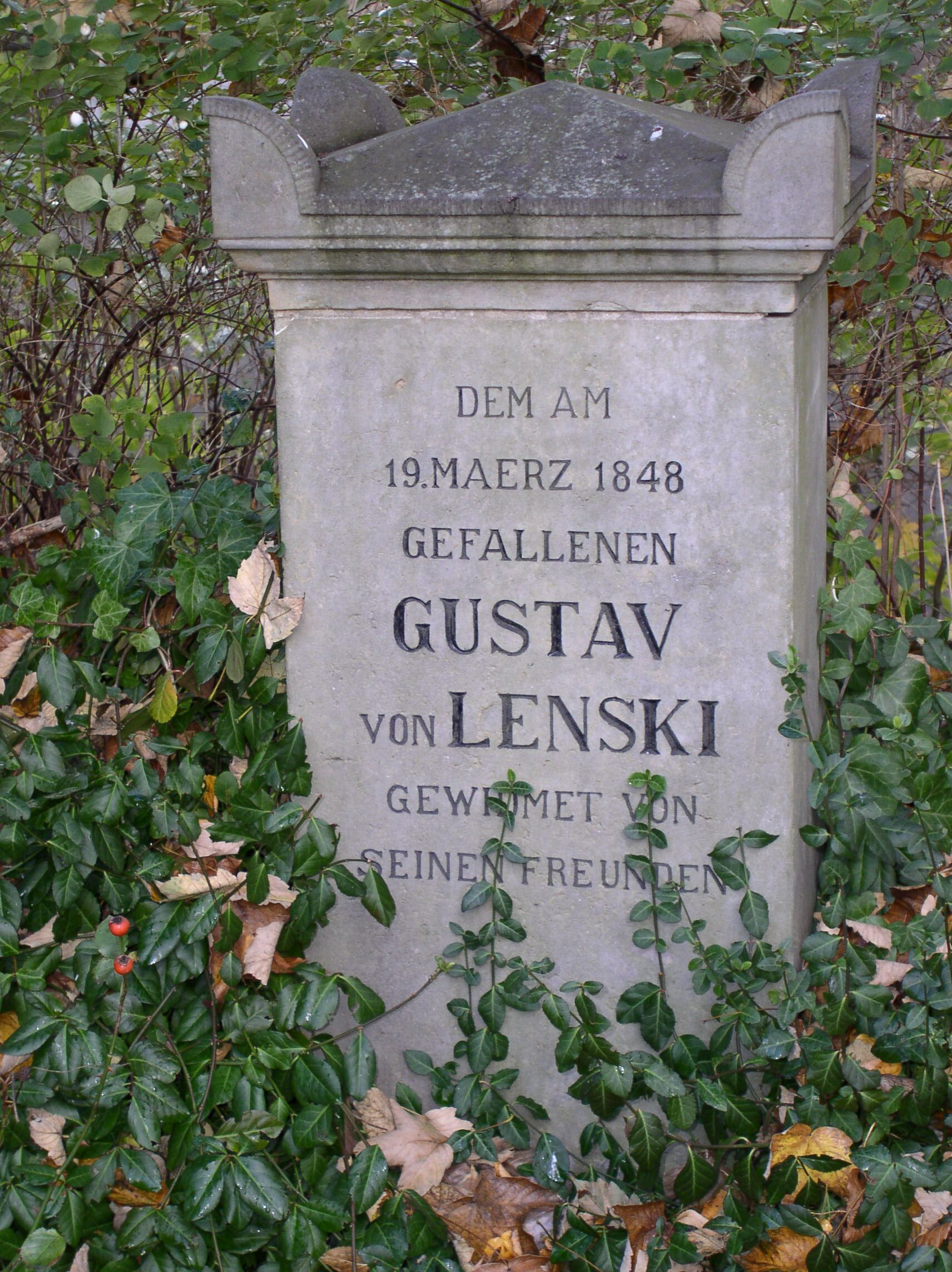
Grób Gustava Lenskiego
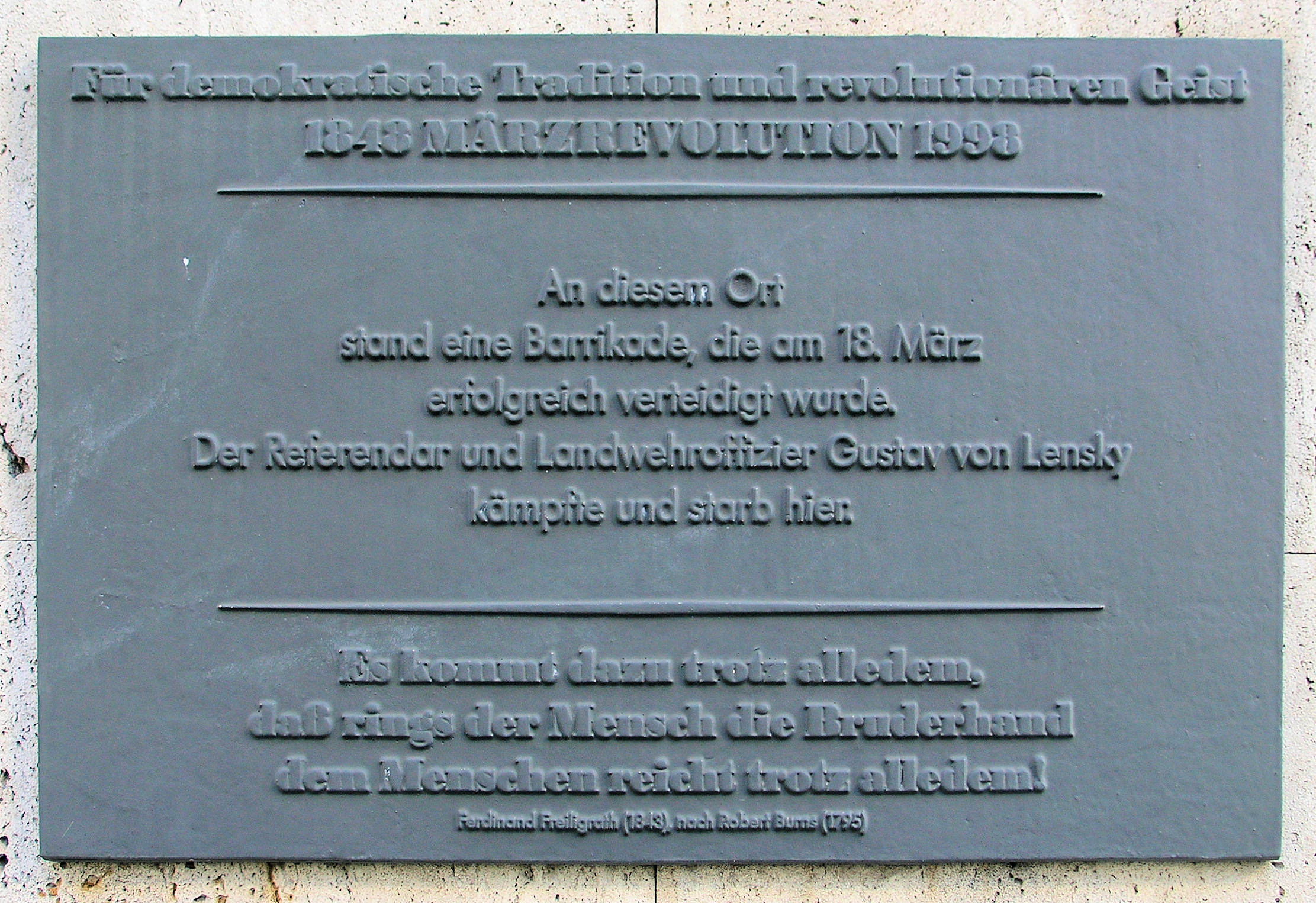
Tablica upamiętniająca Gustava Lenskiego